# Саудівське географічне товариство
Саудівське географічне товариство (араб. الجمعية الجغرافية السعودية, Aj-jam'aiya Aj-joġrafïya as-Saʻūdiyya) — наукове товариство, що базується в Університеті короля Сауда (Ер-Ріяд, Саудівська Аравія), неприбуткова організація географів. Голова товариства — професор Мохаммад Ш. Маккі.
Станом на 2005 рік у товариство входить 251 член, що працюють у 5 дослідних групах.

## Історія
Перші загальні збори товариства відбулися 22 грудня 1984 року. Рада вищої освіти Саудівської Аравії визнала його у категорії дослідних організацій, що працюють у національних університетах. До цього багато окремих географічних асоціацій працювало в саудівських університетах, вони об'єднались для створення цього Товариства, яке увійшло до складу Міжнародного географічного союзу.

## Місія
Саудівське географічне товариство головним чином працює над заохоченням досліджень, наукових консультацій, публікацій результатів цих досліджень, зокрема про Аравійський півострів та Саудівську Аравію. Також товариство займається написанням та перекладом джерел і публікацій арабською мовою.

## Видання
Товариство видає двомовний арабсько-англійський дворічний реферований науковий журнал під назвою «Арабський журнал геоінформаційних систем» («The Arabian Journal of Geographical Information Systems», ISSN:1425/2502), а також щорічний бюлетень «Новини Саудівського географічного товариства» («The Newsletter of Saudi Geographical Society»), у якому йдеться про внутрішні новини, публікації, зустрічі та іншу діяльність товариства і його партнерів.
Товариство також друкує професійні високоякісні карти та володіє базою даних географічної інформації на своєму сервері.